# Xã Hamilton, Quận Caldwell, Missouri
Xã Hamilton (tiếng Anh: Hamilton Township) là một xã thuộc quận Caldwell, tiểu bang Missouri, Hoa Kỳ. Năm 2010, dân số của xã này là 2.382 người.